# Fimbristylis subtricephala
Fimbristylis subtricephala är en halvgräsart som beskrevs av Tetsuo Michael Koyama. Fimbristylis subtricephala ingår i släktet Fimbristylis och familjen halvgräs.
Artens utbredningsområde är Vietnam. Inga underarter finns listade i Catalogue of Life.